# Odaát (6. évad)
Az Odaát (Supernatural) hatodik évada 2010. szeptember 24. és 2011. május 20. között futott az amerikai The CW csatornán, Magyarországon 2014. október 2-án kezdődött.

## Karakterek a 6. évadban
- Dean Winchester
- Sam Winchester

## Epizódok
| Sor. | Év. | Cím                                                | Rendező        | Író                                                                                               | Premier                               | Nézettség |
| ---- | --- | -------------------------------------------------- | -------------- | ------------------------------------------------------------------------------------------------- | ------------------------------------- | --------- |
| 107. | 1.  | A számkivetett (Exile on Main Street)              | Phil Sgriccia  | Sera Gamble                                                                                       | 2010. szeptember 24. 2014. október 2. |           |
| 108. | 2.  | Az átváltozás (Two and a Half Men)                 | John Showalter | Adam Glass                                                                                        | 2010. október 1. 2014. október 9.     |           |
| 109. | 3.  | A harmadik ember (The Third Man)                   | Robert Singer  | Ben Edlund                                                                                        | 2010. október 8. 2014. október 16.    |           |
| 110. | 4.  | Démoni hétvége (Weekend at Bobby's)                | Jensen Ackles  | Andrew Dabb & Daniel Loflin                                                                       | 2010. október 15. 2014. október 30.   |           |
| 111. | 5.  | Alkonyattól pirkadatig (Live Free or Twihard)      | Rod Hardy      | Brett Matthews                                                                                    | 2010. október 22. 2014. november 6.   |           |
| 112. | 6.  | Veszélyes igazság (You Can't Handle the Truth)     | Jan Eliasberg  | Történet: David Reed & Eric Charmelo & Nicole Snyder Forgatókönyv: Eric Charmelo & Nicole Snyder  | 2010. október 29. 2014. november 13.  |           |
| 113. | 7.  | Lélek nélkül (Family Matters)                      | Guy Bee        | Andrew Dabb & Daniel Loflin                                                                       | 2010. november 5. 2014. november 20.  |           |
| 114. | 8.  | Az ördög kutyája (All Dogs Go to Heaven)           | Phil Sgriccia  | Adam Glass                                                                                        | 2010. november 12. 2014. november 27. |           |
| 115. | 9.  | Tündérek sötétben (Clap Your Hands If You Believe) | John Showalter | Ben Edlund                                                                                        | 2010. november 19. 2014. december 4.  |           |
| 116. | 10. | Szövetség (Caged Heat)                             | Robert Singer  | Brett Matthews & Jenny Klein                                                                      | 2010. december 3. 2014. december 11.  |           |
| 117. | 11. | Randevú a halállal (Appointment In Samarra)        | Mike Rohl      | Sera Gamble & Robert Singer                                                                       | 2010. december 10. 2014. december 18. |           |
| 118. | 12. | Széplány ajándékba (Like a Virgin)                 | Phil Sgriccia  | Adam Glass                                                                                        | 2011. február 4. 2015. január 8.      |           |
| 119. | 13. | Nincs bocsánat (Unforgiven)                        | David Barrett  | Andrew Dabb & Daniel Loflin                                                                       | 2011. február 11.                     |           |
| 120. | 14. | Leszámolás (Mannequin 3: The Reckoning)            | Jeannot Szwarc | Eric Charmelo & Nicole Snyder                                                                     | 2011. február 18.                     |           |
| 121. | 15. | Volt egyszer egy sorozat (The French Mistake)      | Charles Beeson | Ben Edlund                                                                                        | 2011. február 25.                     |           |
| 122. | 16. | Tíz kicsi néger (And Then There Were None)         | Mike Rohl      | Brett Matthews                                                                                    | 2011. március 4.                      |           |
| 123. | 17. | My Heart Will Go On                                | Phil Sgriccia  | Eric Charmelo & Nicole Snyder                                                                     | 2011. április 15.                     |           |
| 124. | 18. | Az utolsó 24 óra (Frontierland)                    | Guy Bee        | Történet: Andrew Dabb & Daniel Loflin & Jackson Stewart Forgatókönyv: Andrew Dabb & Daniel Loflin | 2011. április 22.                     |           |
| 125. | 19. | Hibridek (Mommy Dearest)                           | John Showalter | Adam Glass                                                                                        | 2011. április 29.                     |           |
| 126. | 20. | A királyjelölt (The Man Who Would Be King)         | Ben Edlund     | Ben Edlund                                                                                        | 2011. május 6.                        |           |
| 127. | 21. | Let It Bleed                                       | John Showalter | Sera Gamble                                                                                       | 2011. május 20.                       |           |
| 128. | 22. | The Man Who Knew Too Much                          | Robert Singer  | Eric Kripke                                                                                       | 2011. május 20.                       |           |